# جونيلا وولدي
باربرو جونيلا كريستينا برورسون وولدي (بالسويدية: Gunilla Wolde)‏ (15 يوليو 1939 - 15 أبريل 2015) كاتبة ومصورة سويدية.
ذهبت وولدي إلى الكلية الجامعية للفنون والحرف والتصميم (Konstfack) في ستوكهولم، ثم عملت كرسامة كاريكاتور ومصورة سياسية للصحف والمجلات بما في ذلك Dagens Nyheter وسفينسكا داغبلادت وأفتون بلادت ومجلة الرجال ليكتير.
بدأ من أواخر الستينيات من القرن الماضي، كتبت وولدي سلسلة من الكتب المصورة للأطفال الصغار، بما في ذلك الكتب المصورة عن توتي («تومي» في الترجمات الإنجليزية) وإيما («بيتسي»). تتركز الكتب حول المواقف اليومية في حياة طفل صغير. كانت شخصية الفتى توت مبنيًا على ابنها بير، واستندت شخصية إيما على نفسها وعلى بناتها.  تم إعادة نشر الكتب المتعلقة بتوت وإيما باللغة السويدية، وترجمتها إلى 14 لغة.
عندما كبر أطفال وولدي توقفت عن الكتابة عن توتي وإيما، غيرت تركيزها إلى كتب تناولت مواضيع الخيول، مكتوبة لجمهور أكبر سناً. 
توفيت وولدي في أبريل 2015 بعد صراع مع المرض. 